# جولیانو فورتوناتو
جولیانو فورتوناتو (۱۲ مه ۱۹۴۰ – ۲۳ سپتامبر ۲۰۲۲) بازیکن سابق فوتبال ایتالیایی بود که در پست مهاجم بازی می‌کرد. او در طول دهه شصت و اوایل دهه هفتاد ۲۰۳ بازی انجام داد و ۳۴ گل در سری آ به ثمر رساند که مهم‌ترین آنها برای میلان و لاتزیو بوده‌است.

## افتخارات

### باشگاهی
- میلان
  - کوپا ایتالیا: ۶۷-۱۹۶۶
  - جام باشگاه‌های اروپا: ۶۳-۱۹۶۲
- لاتزیو
  - سری بی: ۶۹-۱۹۶۸
  - کوپا دله آلپی: ۱۹۷۱